# Carla Voltolina
Carla Voltolina, épouse Pertini, née le 14 juin 1921 à Turin, dans le Piémont, et morte le 6 décembre 2005 à Rome, fut une journaliste et résistante italienne. Elle fut l'épouse de Sandro Pertini, figure du socialisme italien et président de la République italienne de 1978 à 1985.

## Biographie
Fille d'un officier de l'armée de terre italienne, son père l'inscrit à six ans dans un cours de natation, sport dans lequel elle remporte plusieurs trophées dans les catégories espoir. 
Étudiante à l'université de sciences politiques de Turin, elle rejoint les rangs de la Résistance italienne. Après le 8 septembre 1943, à l'âge de 22 ans, elle adhère au réseau « Matteotti », à Turin puis dans les Marches. Elle fut arrêtée par les SS lors d'une rafle, puis elle s'évade grâce à un médecin. Après la libération de Rome, elle collabore avec Eugenio Colorni dans la presse clandestine en rejoignant le Nord encore occupé.
Le 8 juin 1946, Carla Voltolina épouse Alessandro Pertini, dont elle a fait la connaissance pendant la libération de Milan.
Lorsque son époux devient président de la République italienne, en 1978, Carla Pertini refuse d'emménager au palais du Quirinal, résidence officielle du chef de l'État ; le couple présidentiel continue ainsi de résider dans son domicile personnel, une petite mansarde située en face de la fontaine de Trevi, tout en recevant au palais présidentiel. Proche de son époux, l'ancienne Première dame italienne sera de tous les hommages qui lui seront dédiés, jusqu'à ce qu'elle meure en 2005.